# Theta Pegasi
Theta Pegasi (θ Peg / θ Pegasi / Theta Pegasi) è una stella nella costellazione di Pegaso. La sua magnitudine apparente è +3,50 e dista 92 anni luce dal sistema solare
Talvolta viene chiamata anche con il suo nome tradizionale di Biham, o Baham, che deriva dall'lingua farsi Ulug Beg had biham, che significa "il giovane del bestiame", o dall'arabo Saʿd al-bihām (سعد البهام, "la buona sorte delle due bestie".

## Osservazione
Si tratta di una stella situata nell'emisfero boreale celeste, ma molto in prossimità dell'equatore celeste; ciò comporta che possa essere osservata da tutte le regioni abitate della Terra senza alcuna difficoltà e che sia invisibile soltanto nelle aree più interne del continente antartico. Nell'emisfero nord invece appare circumpolare solo molto oltre il circolo polare artico.
Essendo di magnitudine +3,50, la si può osservare anche dai piccoli centri urbani senza difficoltà, sebbene un cielo non eccessivamente inquinato sia maggiormente indicato per la sua individuazione.

## Caratteristiche
Theta Pegasi è una stella bianca di sequenza principale di tipo spettrale A1Va. La sua massa è 2,3 volte quella del Sole ed è quasi 40 volte più luminosa della nostra stella. Ha un raggio 2,3 volte quello solare e la sua temperatura superficiale è attorno a 8570 K. Come altre stelle della sua classe gira su se stessa piuttosto velocemente, alla velocità di 144 km/s, impiegando meno di 20 ore a compiere una rotazione. È considerata una stella Lambda Bootis, ovvero stelle carenti di certi metalli nel loro spettro.
A differenza di altre stelle della sua classe, come Vega o Fomalhaut, non è stato rilevato un eccesso di radiazione infrarossa che indicherebbe la presenza di un disco circumstellare attorno a essa.